# 香港威海衛警察
香港威海衛警察（俗稱山東差）是香港警隊成立初期時從山東英租威海卫招募的警察人員。当时，香港警隊有西方人，也有印度人、尼泊尔人等，而这些由威海衛而来的警察人員则是另一支警員部队。

## 歷史

### 起源
1914年8月1日第一次世界大戰爆發，至同月4日，英國對德國宣戰。根據香港政府統計，有264名香港居民被徵召赴英國及參與戰爭，當中包括不少香港警務人員。威海衞作為英國的租借地，基於威海衛的防務與治安需要，遂招募山東人組織僱傭軍，負責威海衞的防衛任務。期間山東人的表現出色，先後鎮壓当地反抗，包括於1900年協助八國聯軍剿滅義和團，事後威海衛華勇營指揮官巴恩斯讚賞這批山東人僱傭軍兵，認為他們表現出與其指揮官堅定地站在同一陣線。
1922年，香港政府於9月派遣一名外籍教官、3位華籍教官和一名翻譯人員遠赴威海衛，招募第一批威海衛警察，共約50名。首批魯籍人員於1923年2月抵達香港，同年再有兩批陸續到埗。1924年8月來到香港的一批為人數最多的一批，有102名警員和5名翻譯員。招募初期，这些人員被調遣往旺角警署及舊赤柱警署接受基本訓練。

### 1949後到人事重組
1949年中華人民共和國成立後，不少魯籍人員在港出生的後代，都繼續投奔香港警隊。而1949年以後大量内地移民湧入香港，其中有不少自稱威海衛人而投考威海衛警察，結果在1950年至1953年間，編入威海衛警察的就有過千人，是人數最多的時期，估當時香港警隊總編制的五分之一。到1964年香港警隊人事重組，考慮到1950年代後入職、年輕威海衛警員的前途，香港警隊在1964年4月1日將華籍警察改组，威海衛警察作為香港警隊獨立警員門類的歷史始告結束。此後仍然不斷有威海籍人士加入警隊或其他紀律部隊服務香港。

## 招募條件
在招募魯籍人員的要求比招募其他人更為嚴格，應聘者身高最少達5呎7寸（170公分），而且體格尤其健碩。這批人員在當地受訓半年後，於隔年3月被派駐香港協助維持公共安全。當時，威海籍警察被香港警隊特別編為D隊，以茲識別。直至1950年代末，由於警隊編制逐漸擴大，警隊方把地區編隊隊名撤销。
據一些退役人員憶述，其魯籍外祖父參加警察招募面試時，須把雙手伸出，讓招募警官觸摸。據說手粗的候選人後來多能獲得聘用，原因是考官傾向挑選吃過苦頭的人出任警員。

## 職務和外判工作
當時魯籍人員往往被編成同一組別，其人員編號亦有別於一般廣東人。魯籍人員較少擔任接觸市面的巡邏勤務，而多成為衛哨部隊，被派往新界，逐步取代印度籍警員、交通部、衝鋒隊或是香港島山頂警區以及保衛港督府。
其中位於港島山頂，開埠初期主要由英國人聚居。因此當時中西警區及山頂範圍常可看見魯籍人員執勤。1929年前來往香港及中國的英國商船，為提防中國沿海海盜搶掠，會僱用英軍護航。到1929年英軍決定不再為離開香港的船隻護航後，轉由港英政府指令香港警隊，專門組建了由休更警員組成的反海盜護航隊，從英軍處接手受僱駐船的護航職責。當時俗稱「護航勇」的威海衛警察，在一名白俄籍士官帶領下一般是4到6人為一組護航隊，作為護衛英國籍商船的骨幹力量，此項工作是直至太平洋戰爭後才結束。

## 生活情況
遠道來香港服役的魯籍人員身處異鄉，當中不少熱衷學習，以爭取晉升機會，當年不少魯籍人員在日後晉升至警長職級。
在服務條件中，魯籍人員享受特別待遇，包括優先入伙剛落成的警察宿舍（例如荷李活道已婚警察宿舍）、在香港服務滿3年後可以獲准休假一季及免費乘搭輪船返回家鄉探親。當中不少人會回鄉結婚，並且攜眷回來香港落地生根。此外，魯籍人員於退休後，可以獲得海外僱員津貼。
警隊為了應付魯籍人員的飲食習慣，當年有魯籍人員駐守的警署均聘有山東人廚師，以供應山東口味的膳食。魯籍人員的食量非常驚人，有些人吃了兩份牛肉炒麵後，仍然會說「打了個底」而已。另外，每逢大時大節，在荷李活道已婚警察宿舍生活的魯籍人員的家庭均會包餃子，因此該處在節慶日子均會傳出剁肉聲音。

## 知名人士
香港特別行政區前行政長官梁振英，其父梁忠恩即為當年被港英政府從威海衛招募來香港的魯警，曾駐守港督府、太平山及荷李活道警察宿舍。
藝人劉丹的父親從威海逃難至香港後，亦曾擔任警察。

## 相關參見
- 摩羅差
- 香港警察歷史
- 香港警察傳統
- 警隊博物館